# اجناسيو لوبيز
اجناسيو لوبيز (بالإسبانية: Ignacio López Iglesias) (24 أكتوبر 1987 أوفييدو إسبانيا - ) هو لاعب كرة قدم إسباني يلعب كمدافع.

## روابط خارجية
- اجناسيو لوبيز على موقع قاعدة بيانات كرة القدم.إي يو (الإنجليزية)
- اجناسيو لوبيز على موقع Soccerway.com (الإنجليزية)
- اجناسيو لوبيز على موقع AS.com (الإسبانية)